# جول مازاران
جول مازاران (بالإيطالية: Giulio Raimondo Mazzarino) أو جيوليو رايموندو مازارينو (14 يوليو 1602 - 9 مارس 1661) هو إيطالي وكان كاردينالا وديبلوماسيا وسياسيا خدم كرئيس لوزراء فرنسا من عام 1642 حتى وفاته.
ولد مازاران في بلدة بيشينا الإيطالية، بإقليم أبروتزو عام 1602م من أسرة متواضعة إذ أن والده كان موظفا في إدارة أملاك أسرة كولونا. وقد بدأ دراسته في روما لدى اليسوعيين، وربطت بينه وبين أحد شبان أسرة كولونا صداقة حميمية جعلته يذهب معه إلى إسبانيا للالتحاق بجامعة القلعة ALCALA.
خلف مازاران أستاذه الكاردينال ريشيليو في رئاسة الوزراء في عهد الملك لويس الرابع عشر. عرف كجامع للقطع الفنية والمجوهرات وخاصة الألماس, وقد أورث لويس الرابع عشر ألماسة مازاران عام 1661. ما زالت بعض من مجموعاته محفوظة في متحف اللوفر ومكتبته الشخصية هي أساس مكتبة مازاران في باريس.

## معرض صور

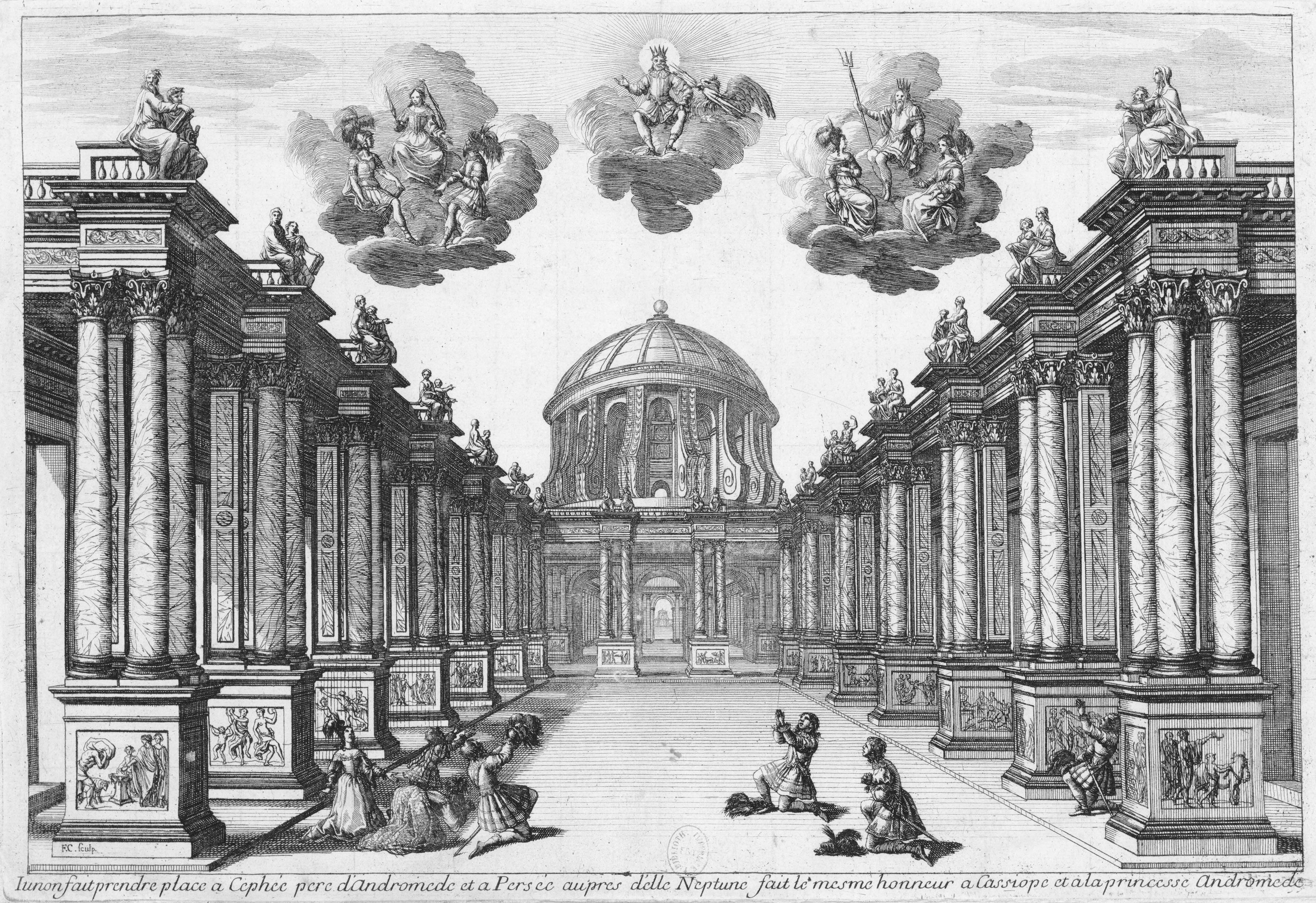
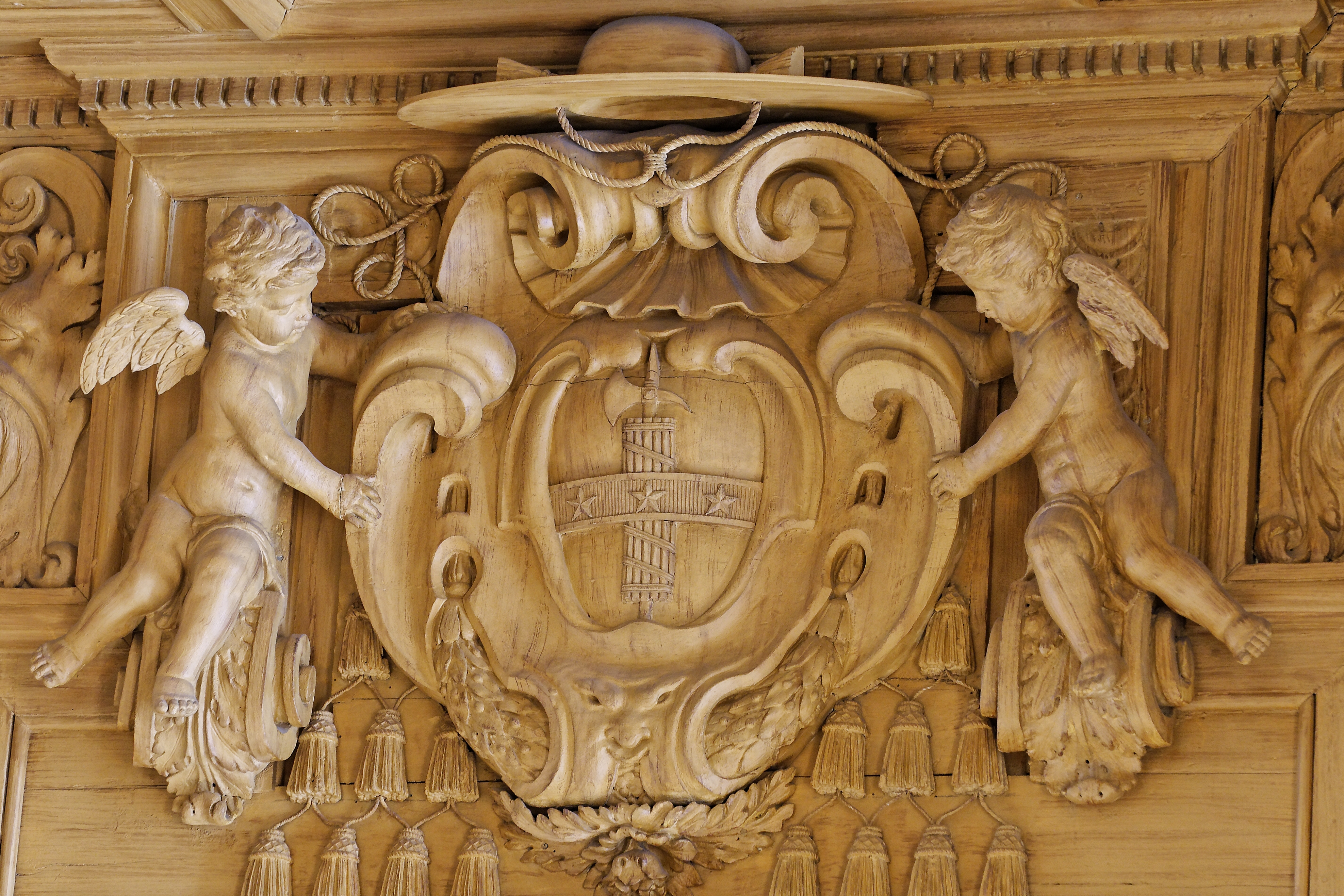
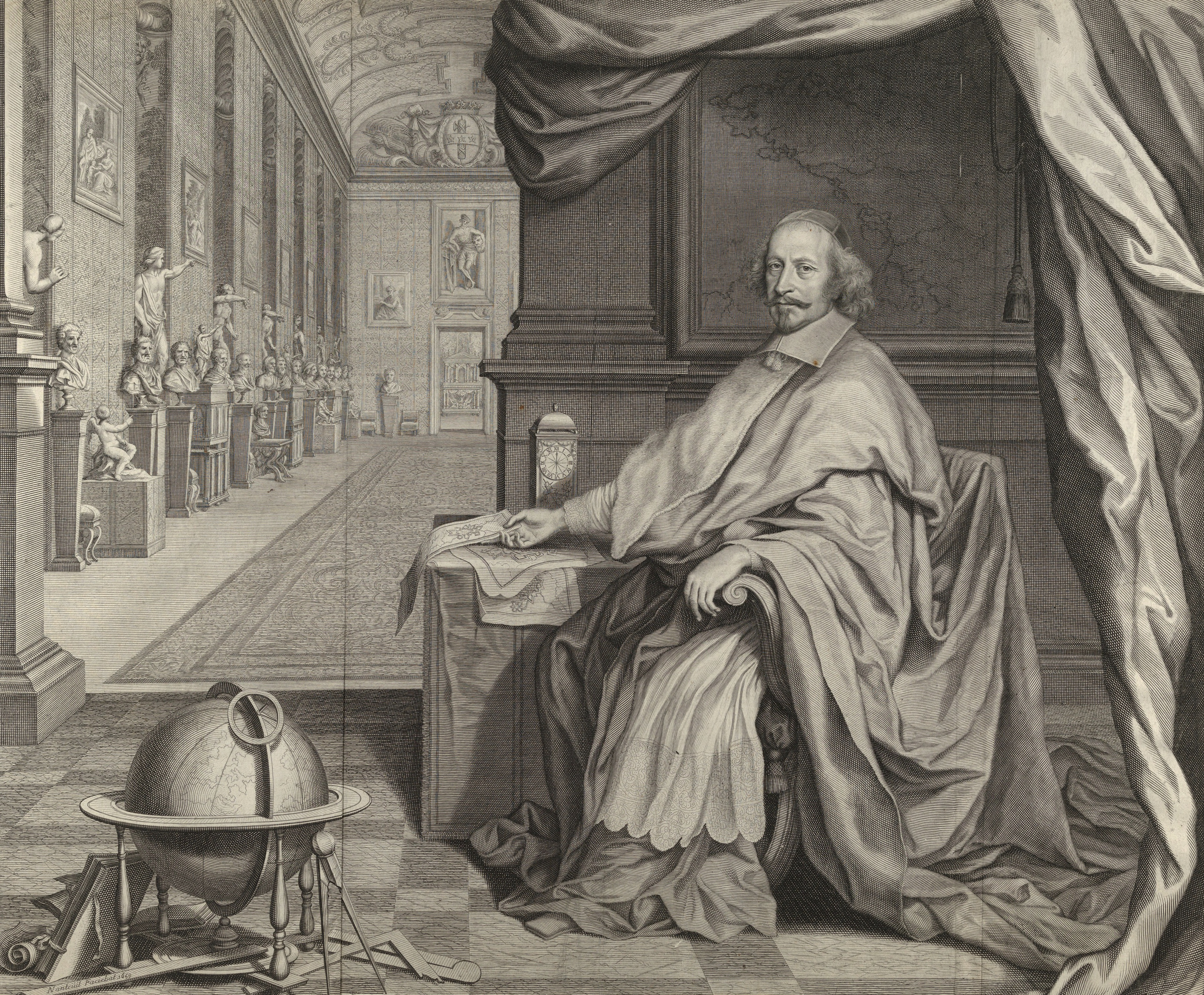

## روابط خارجية
- جول مازاران على موقع الموسوعة البريطانية (الإنجليزية)
- جول مازاران على موقع إن إن دي بي (الإنجليزية)